# Perla burmeisteriana
Perla burmeisteriana és una espècie d'insecte plecòpter pertanyent a la família dels pèrlids.

## Hàbitat
En el seu estadi immadur és aquàtic i viu a l'aigua dolça, mentre que com a adult és terrestre i volador.

## Distribució geogràfica
Es troba a Europa: Àustria, Bèlgica, França, Alemanya, Hongria, Itàlia, els Països Baixos, Polònia, Romania, la península Ibèrica, Suïssa, Ucraïna, Txèquia i Eslovàquia.